# Emirat
Emirát (arabsko imarah, množina imarat) je v arabskem okolju področje, ki ga ima v oblasti emir - visok plemič oziroma knez. Pomen besede se je v arabščini predrugačil do te mere, da lahko pomeni katerokoli upravno enoto države, s katero upravlja predstavnik vladajočega družbenega razreda. 